# Howard Vernon
Howard Vernon (nascut amb el nom de Mario Walter Lippert, Baden-Baden, Imperi Alemany, 15 de juliol de 1908 - Issy-les-Moulineaux, França, 25 de juliol de 1996) va ser un actor suís. El 1961 es va convertir en l'actor favorit del director de cinema espanyol Jesús Franco i va començar a protagonitzar moltes pel·lícules de terror i eròtiques de baix pressupost produïdes a Espanya i França. Després de retratar el personatge de doctor boig de Franco, el Dr. Orloff, finalment va aparèixer en un total de 40 pel·lícules franquistes, a més dels seus papers per a nombrosos altres directors.

## Vida i carrera
Vernon va néixer amb el nom de Mario Walter Lippert a Baden-Baden, Alemanya, de pare suís i mare estatunidenca, i parlava amb fluïdesa l'alemany, l'anglès i el francès. Fou originalment actor d'escenari i ràdio, va treballar principalment a França i es va convertir en un actor secundari conegut després de 1945 interpretant a oficials nazis vilans a les pel·lícules franceses de la postguerra. Le Silence de la mer, de Jean-Pierre Melville, en la qual va interpretar a un gentil oficial alemany antinazi, el va fer una mica famós, però, en part a causa de la seva aparença tosca i l'accent suís, posteriorment va ser relegat a jugar a gàngsters i a pesats.
A la dècada de 1960, es va convertir en l'actor favorit del director de terror espanyol Jesús Franco i va començar a protagonitzar moltes pel·lícules de terror i eròtiques de baix pressupost produïdes a Espanya i França, sovint interpretant un metge boig o un sàdic. Va continuar fent aparicions cada cop més petites en pel·lícules d'alt perfil, tot i que sovint aconseguia la màxima facturació en moltes pel·lícules de baix pressupost de grau Z. Els aficionats al cinema de terror consideren que els seus tres papers de terror més importants són The Awful Dr. Orloff (1961), que va presentar el famós personatge del doctor boig de Franco; Dràcula vs Frankenstein (1971), en què en realitat va interpretar al comte Dràcula; i finalment The Erotic Rites of Frankenstein (1972), en la qual va interpretar el malvat comte Cagliostro. Franco va considerar Revenge in the House of Usher (1982) com un dels papers més importants de Vernon.